# تانيا (مورتال كومبات)

تانيا

تانيا إحدى شخصيات لعبة القتال مورتال كومبات.

## نظرة عامة
تانيا امرأة نحيلة كئيبة من إيدينيا، ظهرت لأول مرة كفتاة بريئة ساذجة، لكن سرعان ما تبدو على حقيقتها وهي أن الشر أفسدها، خاصة وأنها تعبد شينوك، وتقديم خدماتها للحلف المميت وأوناغا. ترى تانيا نفسها على أنها تسعى للبقاء على قيد الحياة أكثر من أي شيء آخر، وتبرر أفعالها على أنها الشيء الصحيح لفعله.